# 알뜰가족
《알뜰가족》은 1978년 10월 16일부터 1982년 2월 26일까지 문화방송에서 매주 월,금 밤 8시 20분에 방영되었던 일일 시츄에이션 드라마이다.

## 기획의도
- 알뜰가족은 러닝타임 15분의 일일단막극이다. 시츄에이션 코미디의 일종이었는데, 78년 당시 국제적인 오일쇼크로 국가적인 에너지란에 봉착할무렵 '무조건 아껴쓰고 나눠쓰자'란 절약정신을 주제로 계몽의식을 전면에 내세운 드라마이다. 지독한 구두쇠이며 현대판 자린고비인 아버지(김무생 분)와 저축만이 살 길이라는 이에 못지 않은 어머니(반효정 분) 그리고 이들의 철없는 자식들... 이런 가족 구성원이 일상생활을 하며 겪는 해프닝을 다뤘는데 결론은 무조건 절약이다.

## 등장 인물
- 유인촌
- 임예진
- 김무생
- 반효정
- 김보연
- 이미영
- 길용우
- 한미영
- 명현숙
- 박은수
- 임현식
- 오미연
- 김호영
- 손창호
- 박윤배
- 진유영
- 박영귀

## 특별출연
- 가수 이은하

| 문화방송 일일 시츄에이션 드라마               | 문화방송 일일 시츄에이션 드라마               | 문화방송 일일 시츄에이션 드라마                |
| 이전 작품                                     | 작품명                                        | 다음 작품                                      |
| --------------------------------------------- | --------------------------------------------- | ---------------------------------------------- |
| 왈순아지매 (1971년 3월 1일 ~ 1971년 5월 23일) | 알뜰가족 (1978년 10월 16일 ~ 1982년 2월 26일) | 시장사람들 (1982년 3월 2일 ~ 1983년 10월 27일) |